# جيمي كامبل (لاعب كرة قدم)
جيمي كامبل (بالإنجليزية: Jimmy Campbell)‏ (1 يناير 1921 في المملكة المتحدة - 1 أكتوبر 2004) هو مدرب كرة قدم ولاعب كرة قدم بريطاني (وحمل سابقاً جنسية المملكة المتحدة لبريطانيا العظمى وأيرلندا) في مركز نصف الجناح. شارك مع منتخب اسكتلندا لكرة القدم. أما مع النوادي، فقد لعب مع كوين أوف ساوث ونادي كلايد ونادي مونتروز لكرة القدم.

## وصلات خارجية
- جيمي كامبل على موقع قاعدة بيانات كرة القدم.إي يو (الإنجليزية)